# Karmen
Karmen (Кармен) è un film del 2003 diretto da Aleksandr Chvan.

## Trama
Il film racconta la storia della relazione tra un dignitoso poliziotto e un prigioniero.